# Verwaltungsgemeinschaft Tröstau
In der Verwaltungsgemeinschaft Tröstau im oberfränkischen Landkreis Wunsiedel haben sich folgende Gemeinden zur Erledigung ihrer Verwaltungsgeschäfte zusammengeschlossen:
1. Bad Alexandersbad, 924 Einwohner, 8,94 km²
2. Nagel, 1686 Einwohner, 7,78 km²
3. Tröstau, 2073 Einwohner, 19,61 km²

Sitz der 1978 gegründeten Verwaltungsgemeinschaft ist Tröstau.